# 小林弘典 (アイスホッケー)
小林 弘典（こばやし ひろのり、1983年9月9日 - ）は、北海道苫小牧市出身のアイスホッケー選手。ポジションはフォワード。埼玉栄高校、早稲田大学卒業。
大学卒業後は渡米してモホーク・バレー・アイスキャッツに所属。2007-2008シーズンより日光アイスバックスにトライアウト入団。日光退団後は再び北米に渡り、バトル・クリーク・レボリューションに所属。
2012-2013シーズンはJアイス・ウエスト・リーグのクラブチーム、香川アイスフェローズに所属。

## 経歴
- モホーク・バレー・アイスキャッツ(NEHL)
- 日光アイスバックス(ALH)
- バトル・クリーク・レボリューション(AAHL)
- ダンビル・ダッシャーズ（FHL）
- 香川アイスフェローズ